# گری آ. رندزبورگ
گری آ. رندزبورگ (انگلیسی: Gary A. Rendsburg؛ زادهٔ ۱۳ فوریهٔ ۱۹۵۴) استاد دانشگاه در زمینه مطالعات کتاب مقدس در دانشگاه کرنل اهل ایالات متحده آمریکا است.

## شغل

### علایق پژوهشی
علایق اصلی پژوهشی رندزبورگ ادبیات کتاب مقدس، تاریخ اسرائیل باستان، توسعه تاریخی زبان عبری، رابطه بین مصر باستان و اسرائیل باستان، طومارهای دریای مرده، و دست نوشته‌های عبری قرون وسطی است. او همچنین دوره‌هایی را تدریس می‌کند و سخنرانی‌هایی دربارهٔ وسعت تاریخ و دین یهود با تمرکز ویژه بر توسعه یهودیت در دوره پس از کتاب مقدس ارائه می‌کند.